# Evil Superstars
Evil Superstars was een rockgroep die in 1992 gevormd werd in Heusden-Zolder. Frontman van de groep was Mauro Pawlowski (zang, gitaar) en bestond verder uit Johan Van Den Berghe (drums), Marc Requilé (synthesizer) en Bart Vandebroek (basgitaar).
In 1994 wonnen ze Humo's Rock Rally en na heel wat live-ervaring namen ze hun eerste ep Hairfacts op. Hierop speelde Dave Schroyen drum. Kort daarna kwam Tim Vanhamel er op 15-jarige leeftijd bij als vijfde groepslid. In 1996 kwam dan eindelijk hun debuut Love Is Okay dat bol stond van wilde rock en subtiele verfijningen.
In 1997 werd opvolger Boogie-Children-R-Us opgenomen, maar werd pas in 1998 uitgebracht.
Ondanks hun optredens op Rock Werchter en Pukkelpop wilde Polygram dat A&M (eigenaar van Paradox, het platenlabel van Evil Superstars) had overgenomen, de groep geen nieuw contract geven omdat hun laatste plaat geen verkoopsucces was. Mede daardoor, maar volgens Mauro louter om artistieke redenen, kondigde hij op 25 augustus de split van de groep aan. Op 13 september werd het laatste concert van hun tour gegeven in de Botanique in Brussel.
Op 24 oktober 2004 kwam er echter nog een reünie. Mauro had aangekondigd dat die er enkel zou komen om het magnum opus Jerusalem van de doomrockgroep Sleep te spelen en zo geschiedde. Evil Superstars sloten het door Mauro gecureerde La Belgique 666 Points-festival in de Ancienne Belgique af met dit nummer van één uur.

## Discografie

### Albums
- 1996: Love Is Okay
- 1998: Boogie-Children-R-Us

### Ep's
- 1994: Hairfacts
- 1996: Remix apocalyps

### Singles
- 1996: Satan is in my ass
- 1996: Pantomiming with her parents
- 1998: B.A.B.Y.
- 1998: Sad sad planet

### Soundtracks
- Oh Girl, from Lock, Stock and Two Smoking Barrels (1998), Guy Ritchie
- Holy Spirit Come Home, from Any Way the Wind Blows (2003), Tom Barman
- Love Happened, from De Laatste Zomer (2007), Joost Wynant